# Chiến tranh Hoa Kỳ-Philippines
Cuộc chiến tranh Philippines-Mỹ (còn gọi là Chiến tranh Philippines, Cuộc nổi dậy Philippines, Cuộc nổi dậy Tagalog; tiếng Tagalog: Digmaang Pilipino-Amerikano, tiếng Tây Ban Nha: Guerra Filipino-Estadounidense, tiếng Anh: Philippine-American War) là một cuộc xung đột vũ trang giữa Đệ nhất Cộng hòa Philippines (tiếng Tây Ban Nha: República Filipina, tiếng Tagalog: Republikang Pilipino, tiếng Anh: First Philippine Republic) và Hoa Kỳ kéo dài từ ngày 4 tháng 2 năm 1899 đến ngày 2 tháng 7 năm 1902. Chiến tranh là sự tiếp nối của cuộc đấu tranh giành độc lập của Philippines bắt đầu năm 1896 với cuộc Cách mạng Philippines. Cuộc xung đột nảy sinh khi Đệ nhất Cộng hòa Philippines phản đối các điều khoản của Hiệp ước Paris, trong đó Hoa Kỳ đã chiếm Philippines từ Tây Ban Nha, chấm dứt cuộc Chiến tranh Tây Ban Nha-Mỹ.
Cuộc chiến nổ ra giữa các lực lượng của Hoa Kỳ và của Cộng hòa Philippines vào ngày 4 tháng 2 năm 1899, trong trận chiến thứ hai được gọi là Trận đánh Manila. Vào ngày 2 tháng 6 năm 1899, Đệ nhất Cộng hòa Philippines chính thức tuyên chiến với Hoa Kỳ. Cuộc chiến chính thức kết thúc vào ngày 2 tháng 7 năm 1902 với một chiến thắng cho Hoa Kỳ. Tuy nhiên, một số nhóm người Philippines do các cựu chiến binh của Katipunan dẫn đầu đã tiếp tục chiến đấu với lực lượng Mỹ trong nhiều năm. Trong số những người lãnh đạo này có tướng Macario Sakay, một thành viên cựu chiến binh Katipunan, người nắm giữ chức vụ tổng thống của "Cộng hòa Tagalog" được thành lập năm 1902 sau khi bắt giữ Tổng thống Emilio Aguinaldo. Các nhóm khác tiếp tục chiến đấu ở các vùng hẻo lánh và hòn đảo, bao gồm người Moro và người Pulahanes, cho tới khi đánh bại lần cuối của họ tại Trận Bud Bud Bagsak vào ngày 15 tháng 6 năm 1913.
Chiến tranh và sự chiếm đóng của Hoa Kỳ đã làm thay đổi cảnh quan văn hoá của các hòn đảo, vì người ta đã phải đối mặt với khoảng 200.000 đến 250.000 người Philippines bị chết, và việc đưa tiếng Anh vào các hòn đảo như là ngôn ngữ chính của chính phủ, giáo dục, kinh doanh, công nghiệp, và giữa các gia đình và các cá nhân được giáo dục ngày càng nhiều trong thập kỷ tới. Việc chiếm đóng Philippines đã bị người dân bản địa phản đối gay gắt khiến Mỹ buộc phải cho phép nơi này dần dần được tự trị.
Năm 1902, Quốc hội Hoa Kỳ thông qua Đạo Luật Tổ chức Philippines để thành lập Nghị viện Philippines mà các thành viên của nghị viện sẽ được dân chúng Philippines bầu ra. Đạo luật này sau đó bị thay thế bởi Đạo luật Tự trị Philippines vào năm 1916. Trong đạo luật này có chứa tuyên bố bằng văn bản và chính thức đầu tiên về sự cam kết của Chính phủ Hoa Kỳ dần dần trao trả độc lập cho Philippines. Đạo luật Độc lập Philippines năm 1934 thiết lập nên Thịnh vượng chung Philippines vào năm sau đó. Đây là một hình thức độc lập hạn chế, và thiết lập một tiến trình với kết cục là sự trao trả nền độc lập cho Philippines (ban đầu được dự tính là vào năm 1944, nhưng bị gián đoạn và trì hoãn vì Thế chiến II). Hoa Kỳ trao trả độc lập cho Philippines trong hòa bình vào năm 1946, sau Chiến tranh Thế giới II và sự chiếm đóng của Nhật Bản tại Philippines bằng Hiệp ước Manila được ký kết giữa hai chính phủ của hai quốc gia này, lúc đó thì mối quan hệ đồng minh thân thiết giữa 2 nước cũng được thiết lập và duy trì cho đến ngày nay.